# حزب الخلاص الوطني الفلسطيني
حزب الخلاص الوطني الفلسطيني هو حزب سياسي إسلامي فلسطيني تأسس في 21 مارس 1996 في مدينة غزة. وله مؤتمر عام، ومجلس شورى، ومكتب سياسي، وله ستة عشر مقرًا في قطاع غزة.